# 罗兰兹·弗赖马尼斯
羅蘭兹·弗赖馬尼斯（1988年1月21日—），拉脫維亞籃球運動員，現在效力於俄羅斯球隊喀山籃球俱樂部。他也代表拉脫維亞國家男子籃球隊參賽。